# روني عزرا
روني عزرا (بالدنماركية: Roni Ezra)‏ هو كاتب سيناريو دنماركي، ولد في 19 يونيو 1973 في كوبنهاغن في الدنمارك.

## وصلات خارجية
- روني عزرا على موقع IMDb (الإنجليزية)
- روني عزرا على موقع ألو سيني (الفرنسية)
- روني عزرا على موقع قاعدة بيانات الفيلم (الإنجليزية)
- روني عزرا على موقع كينوبويسك (الروسية)